# Nephropsis malhaensis
Nephropsis malhaensis är en kräftdjursart som beskrevs av Lancelot Alexander Borradaile 1910. Nephropsis malhaensis ingår i släktet Nephropsis och familjen humrar. IUCN kategoriserar arten globalt som otillräckligt studerad. Inga underarter finns listade i Catalogue of Life.